# 2014年香港反政府デモ

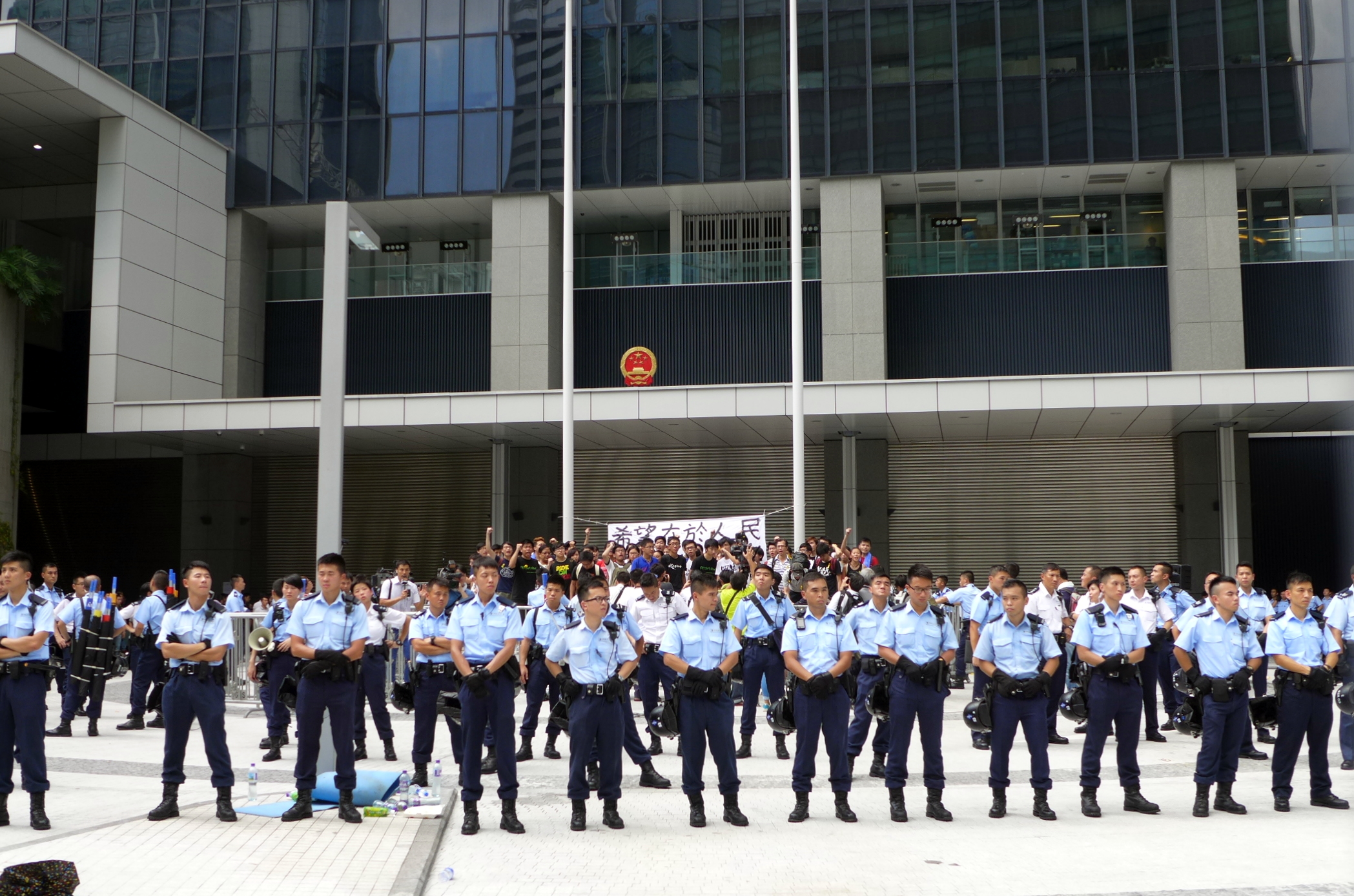
香港政府本部前の公民広場を警護する警官隊。中央に学生が見える。

2014年香港反政府デモ（2014ねんホンコンはんせいふデモ）は、2014年9月26日より香港で行われた、香港特別行政区政府に抗議をするデモ活動。
イギリスのメディア（英国放送協会）等は、このデモ活動を「雨傘革命」（あまがさかくめい、Umbrella Revolution）や「雨傘運動」（あまがさうんどう、Umbrella Movement）と名付け、この呼び名は各国のメディアにも使用されるようになる。他にも、民主団体が『ウォール街を占拠せよ』同様に「和平佔中」（『セントラルを（平和的に）占拠せよ』、Occupy Central）を名乗って運動に参加していたため、この呼び名も各国メディアに使用されているが、和平佔中を計画した団体は、9月28日の夜に安全理由のため緊急撤退を宣言しており、その後は和平佔中とは関係なく継続された。

## 起因
「一国二制度」の下、高度な自治が認められている香港では、次回2017年香港特別行政区行政長官選挙から1人1票の「普通選挙」が導入される予定であった。ところが中国の全国人民代表大会常務委員会は2014年8月31日、行政長官候補は指名委員会の過半数の支持が必要であり、候補は2-3人に限定すると決定した。その後、香港の民主化団体の「学民思潮」などの団体は、指名委員会の多数は親中派で占められるため中央政府の意に沿わない人物の立候補を事実上排除する方針として、学生を動員して授業のボイコットを開始した。
もともと香港政府は2011年に、義務教育に中国中央政府に対する愛国心を育成するカリキュラム（愛国教育）を加えようとしたが、学生からは「それは洗脳教育だ」と強い反発があった。黄之鋒などがリーダーを務める、10代学生が結成する学民思潮が大規模デモを行った結果、香港政府はカリキュラムを撤回するまで追い込まれた。

## 経過

### 9月～10月
2014年9月26日から、香港の高校生と大学生を中心とした、授業のボイコット及び「真の普通選挙」を求めるデモが、香港中文大学内で繰り広げられていた。当初は平和な座り込み、週末からは秩序のある街の占拠が見られた。9月30日0時に至るまで、中環、金鐘、銅鑼湾、旺角など、香港の繁華街や商業エリアは依然占拠され続けている。警察はデモ隊に対し、28日から何度も催涙スプレーや胡椒スプレーを使い、武器を持たない一般市民を「鎮圧」した。警察側は、一日で計87発の催涙弾が使用されたと公表している。市民は武装警察に対し、引き続き平和を強調し、ただ両手を挙げ、無抵抗な姿勢を見せていた。デモ参加者は、かさ・ゴーグル・マスク・ポンチョなどを持参することで、警察が使用する催涙ガス類から身を守っていた。

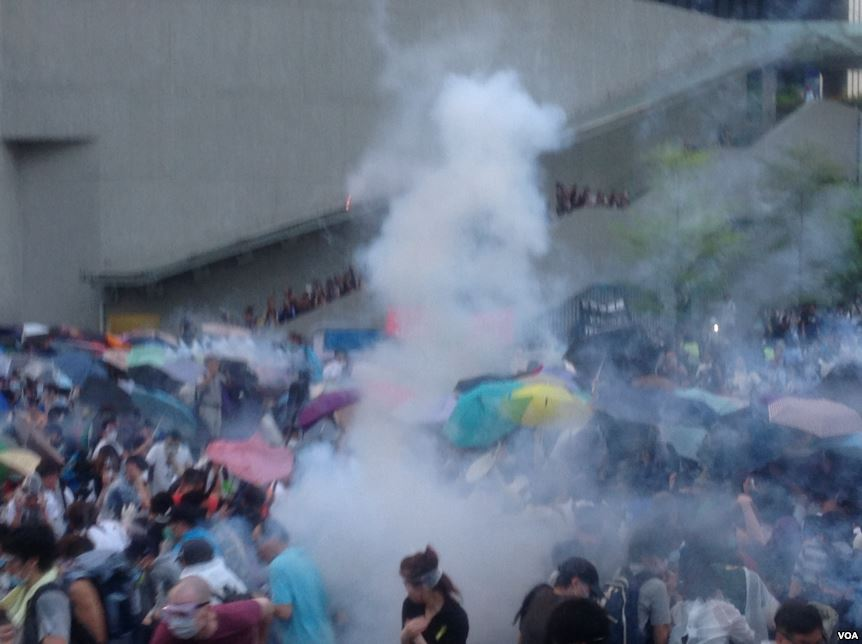
28日午後6時頃に警察がデモ隊に対して催涙弾を放った時の写真

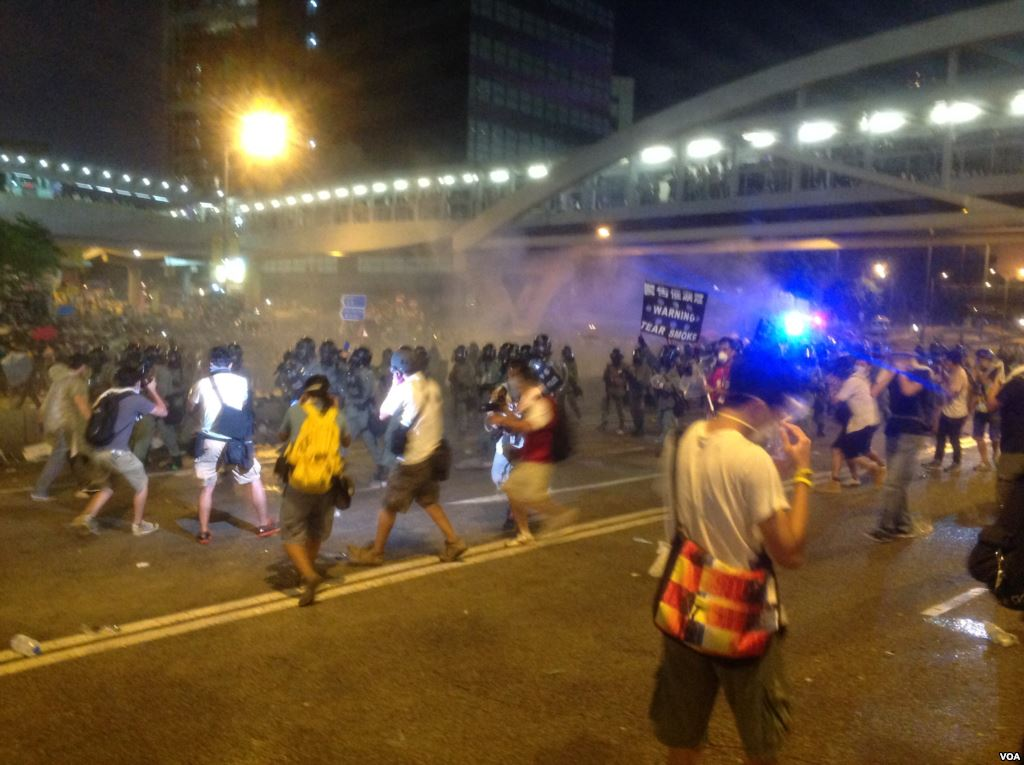
夜間、警察が催涙弾を放った時の写真

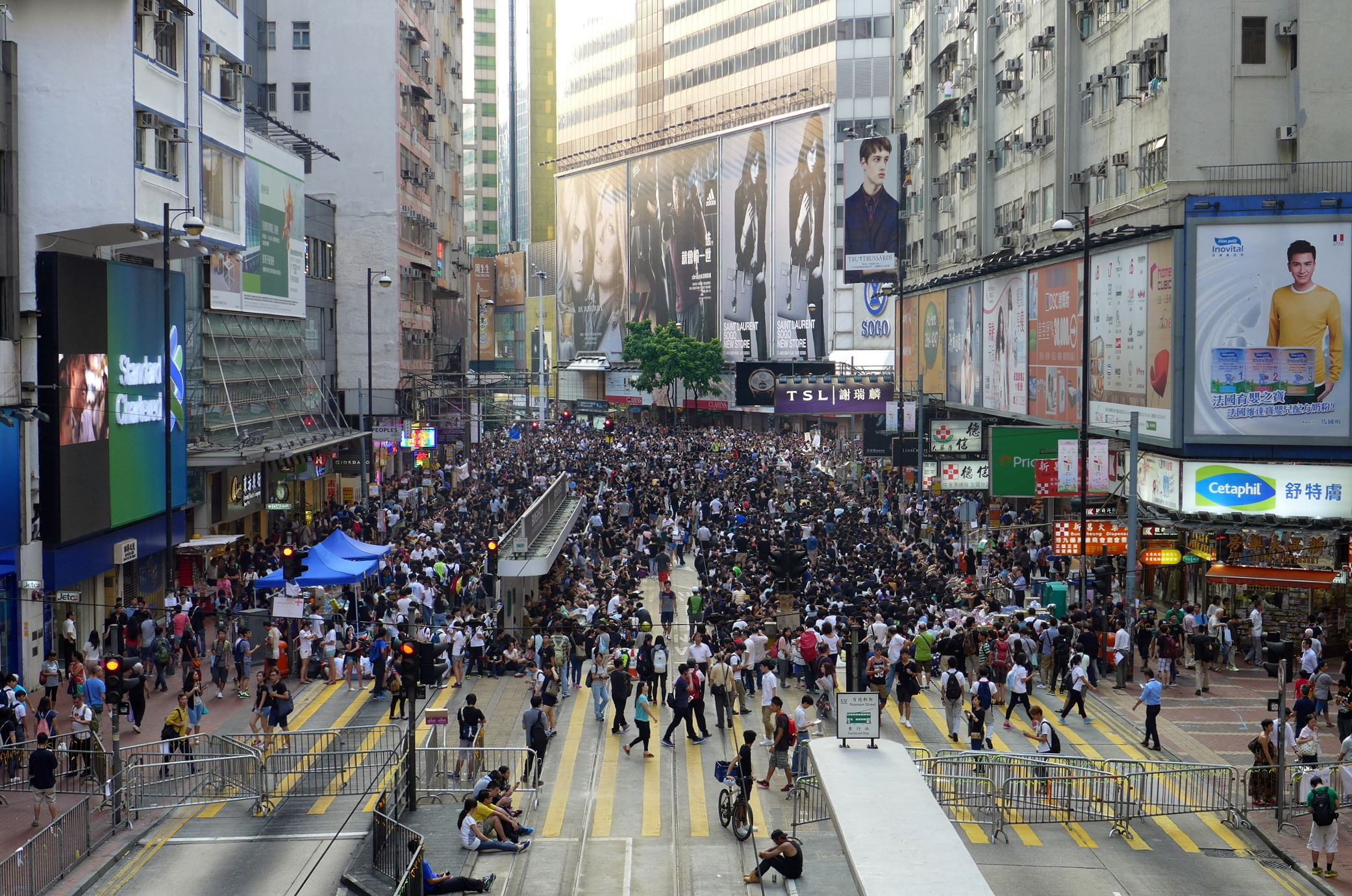
9月29日の銅鑼湾の集会の様子

10月2日深夜、香港の民主派が辞任を求めていた梁振英行政長官は記者会見し、政府ナンバー2の林鄭月娥政務官を窓口に学生団体と近く対話に乗り出す方針を明らかにした。自らの進退については「辞めることはできない」と退陣要求を拒否した。だが一部の学生は「政府の時間稼ぎに利用されるだけだ」と反発し、幹線道路の占拠を一時試みるなど、民主派内の足並みの乱れも目立ち始めた。

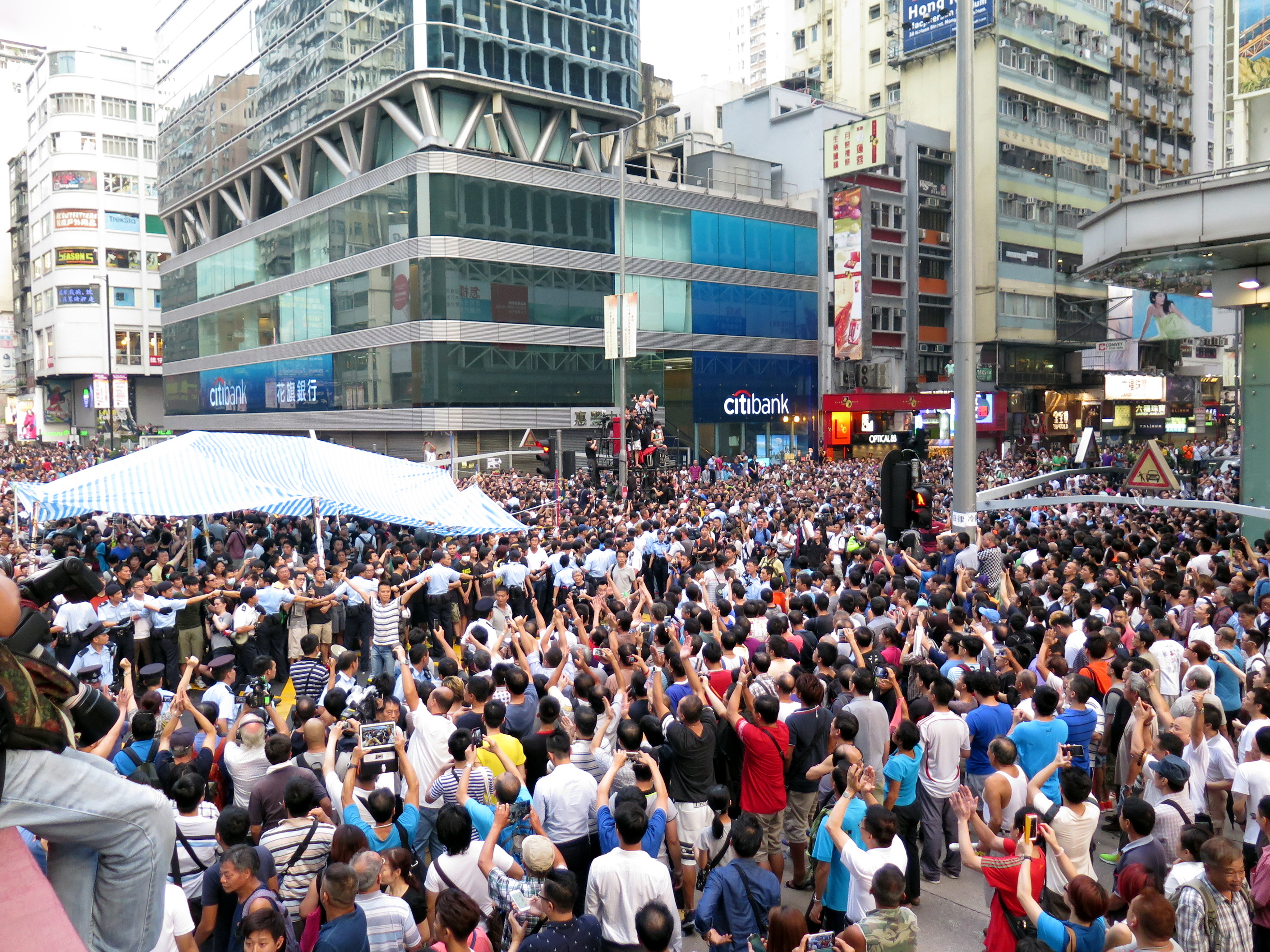
今回のデモに反対する人々が旺角の周囲を取り巻いている写真

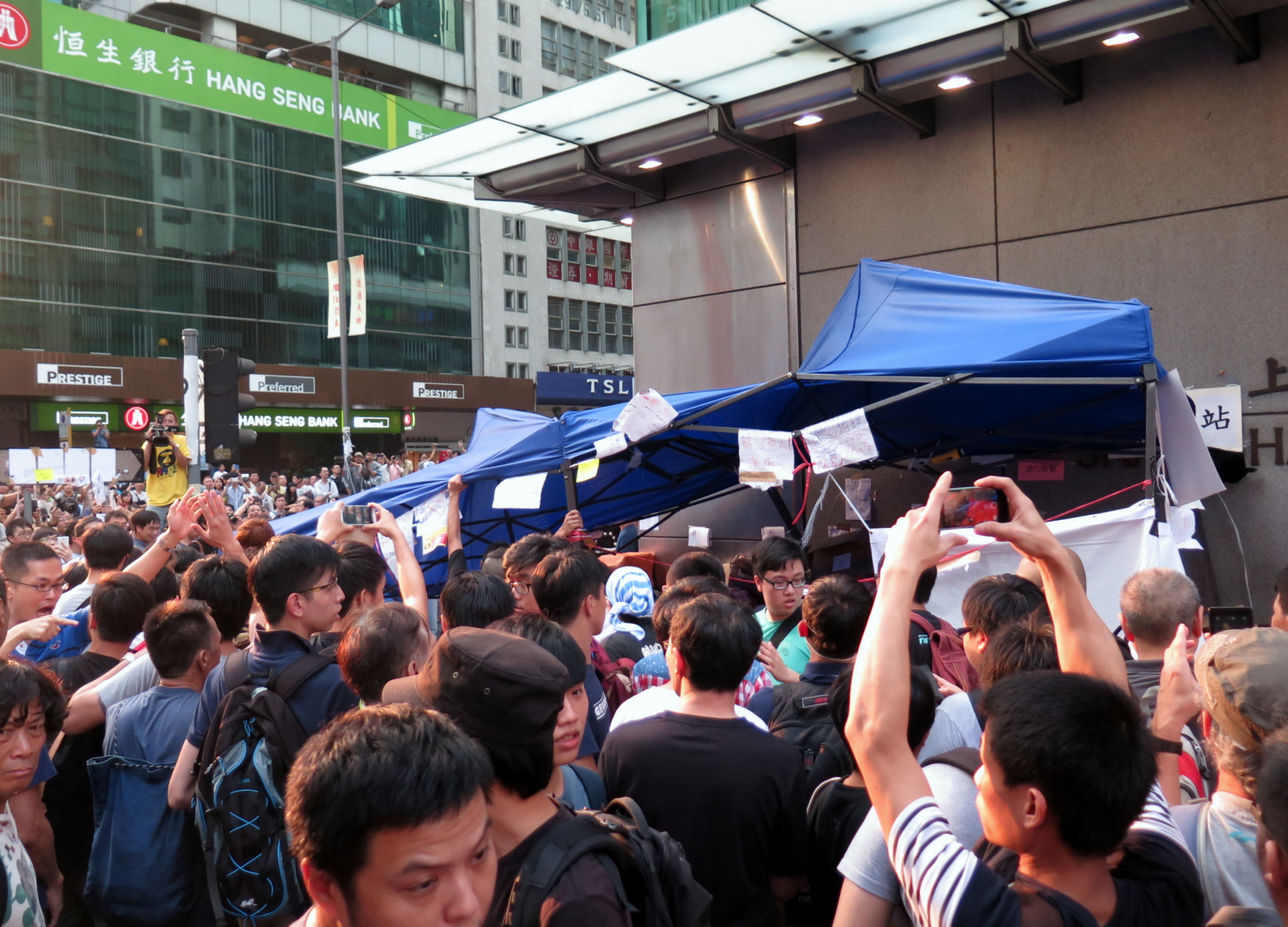
学生たちの占拠に反対する人々によって壊されたテント

10月3日夜、九龍半島で今回のデモに反対する人たちと学生らとの間で激しいもみ合いが起き、多数のけが人(負傷者12名のうち、6名は警官）が出た。香港警察は19人を逮捕したと発表し、このうち8人は黒社会関係者とみられるとしている。
なお、3日夜に尖沙咀の一部の道路を占拠していたデモ隊は解散した。
10月4日午後、香港理工大学学長の唐偉章、香港浸会大学学長の陳新滋、香港科技大学学長の陳繁昌、嶺南大学の鄭国漢そして同大学教育学院校長の張仁良の5人の大学関係者が金鐘の集会現場に学生達を見舞いに訪れ、物資などを視察した。
さらに香港の8大学の学長が学生達に対してすぐに解散するように求めた。香港中文大学学長の沈祖堯は「君たちの犠牲と君たちの愛は香港の心である。我々は全て見て、全てに感動した……。私は父親の気持ちで君たちにお願いする。どうか無駄な犠牲を出さないで欲しい。君たちが引き下がったからといって、それは失敗したことわけではないのだ」と述べた。

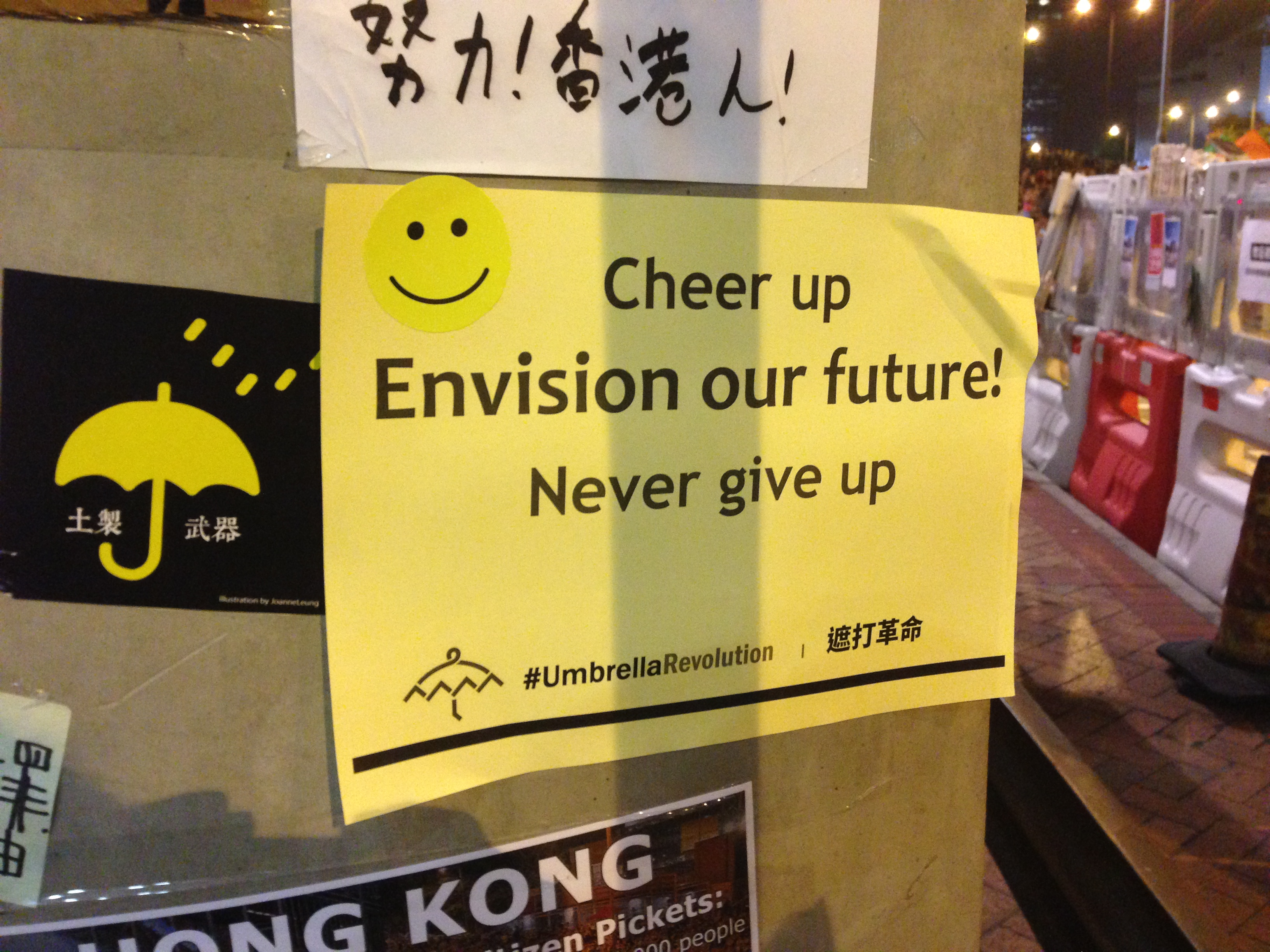
キャンペーンへの支援の言葉

10月6日、学生団体は、対話を複数回行うこと、対等な話し合いであること、政府は対話の結果を実行に移すことの3つを条件に挙げて、受け入れられなければ対話に応じない方針を示した。また、学生たちは、政府の求めに一部応じる形で、政府職員が歩いて出勤できるよう、それまで占拠していた政府庁舎へ通じる歩道の一部に設置していた柵を撤去して開放した。これに対して香港政府は6日午後、声明を出し、「道路が塞がれて車が一切通れないので業務が完全には回復していない」として、歩道の一部だけではなく道路からも撤退するよう改めて学生たちに要求した。
10月9日、香港政府は学生団体と10日に予定していた選挙制度改革を巡る対話を見送ると発表した。2017年の香港行政長官選挙で民主派の立候補を事実上排除するとした中国の全国人民代表大会の決定の扱いを巡り事前調整を続けてきたが、折り合えなかった。また、学生らが退陣を求める梁行政長官が外国企業から秘密裏に報酬を受けていた疑惑も発覚した。

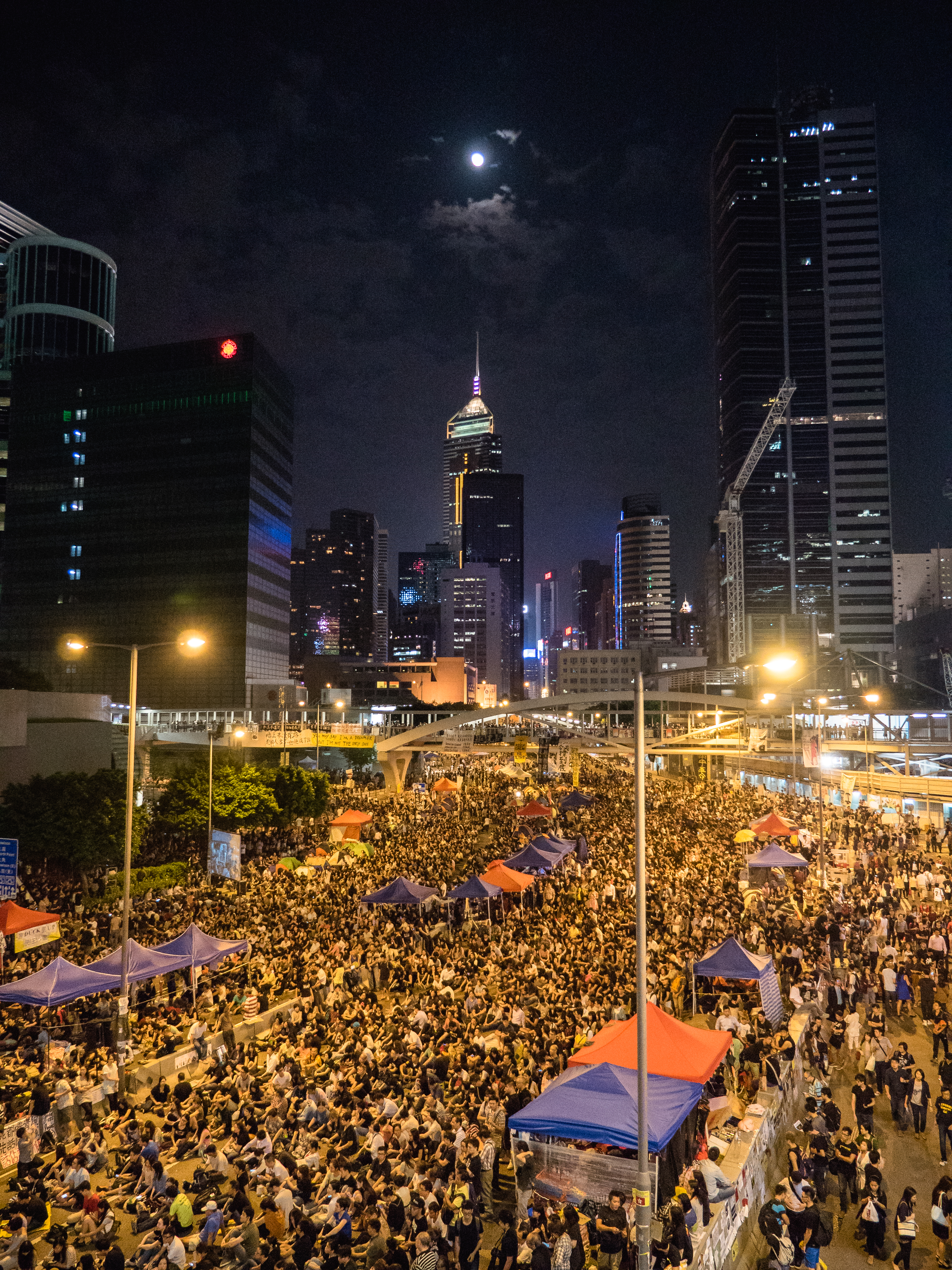
香港学生連盟と学民思潮が10月10日夜に再び金鐘で行った集会の写真

10月10日夜、推定で1万5000人を超える人々がデモ指導者たちの呼びかけに応じ、抗議行動の主要な舞台になっている政府庁舎の向かい側の幹線道路に集まった。デモ隊と香港政府は10日に対話を行う予定だったが、デモ隊が抗議行動を拡大させる構えを示したことに態度を硬化させた政府側は9日、対話を見送ると発表していた。現地のAFP記者によると、10日夜は時間の経過とともにデモ参加者の数が膨れあがった。デモ隊の指導者たちは演説し、参加者は「占拠を続けろ」とシュプレヒコールを上げたり、ヒットしたミュージカル「レ・ミゼラブル」の劇中歌「民衆の歌」を広東語で歌ったりした。香港学生連盟の周永康事務局長は、「多くの人が私たちにあきらめて帰れと言ったが、10年から20年後に歴史を振り返った時、香港の民衆は今、新たな歴史を切り開いていることが分かるだろう」と述べた。学生リーダーの黄之鋒は、デモ支持者らに「政府庁舎前の道路にテントを持ってきて、長期占拠でわれわれの粘り強さを示そう」と呼びかけた。
なお、10日に学民思潮のスポークスマンを務めていた周庭が心労により辞任する事を表明した。
10月15日朝12時頃、中環にマスクを着けた十数人が雪廠街と遮打道のジャンクションにごみ箱と柵を設置するが、武装した警官隊が間もなく来て解放した。警察は占拠者の個人情報を記録して、約1時間騒がせた。
同日朝2時45分、警察は龍和道の占拠は違法だと宣言した。朝3時15分、対暴動装備を装備した警官隊数百人が、圧倒的な人数で抗議者のバリケードに侵入した。現場の抗議者は傘で警官隊と対峙して、その場を離れなかった。警察はバリケードを撤去しながら、抗議者に胡椒スプレーを使った。抗議者は添馬公園に逃げこんだが、100人以上の警官がそれを追い、最終的に抗議者たちは立法会ビルの外へ退却した。この行動に際し、逮捕された抗議者は45人で、男性37人と女性8人、年齢は17から54歳までいた。朝5時45分、龍和道の東西車線は開放された。
15日に警官が抗議者に暴力を使う事件が幾つも発生し、中には記者が殴られた事件もあった。その中で一番注目された事件は、6人の警官により制圧された公民党員の手をプラスチックのストラップで縛り上げ、暗い隅に連れていき、この党員を殴打したり、蹴る、踏むなどの暴行を加えたことである。この党員が殴られた過程はすべて民放テレビ局無線電視により撮影され、ニュース番組で放送された。ただ無線電視は、その後「殴ったり蹴ったりする」としたナレーションをニュースから削除した。インターネットユーザー達は、その行為に不満を持ち、録画していた本来のニュースを、インターネットのYouTubeなどの動画共有サイトにアップロードした。無線電視新聞部の従業員27人は、夕方Facebook上に公開状を発表し、会社の管理層のやり方に不満を表し、報道の内容は記者の立場や感情と関係なく、ただの事実であることを表明した。
梁行政長官は10月16日に記者会見を行い、「来週にも学生団体と対話したい」と述べ、中心部を占拠する民主派との対話に再び意欲を見せた。警察当局によるデモ参加者の暴行問題で市民の批判が高まり、大学学長らの仲介を受けて仕切り直す意向を示した。学生団体側も同日夜、対話受け入れを表明した。
学生団体である香港学生連盟の周永康事務局長は16日夜、香港政府が提案した「対話を歓迎する」と述べた。しかしながら、梁長官が強制排除の可能性を排除しなかった点は「政府のやり方は横暴だ」と批判、対話には曲折も予想される。
10月20日、梁行政長官は外国メディアとの会見で、行政長官の選挙制度改革をめぐり、抗議行動を続ける民主派学生らの要求に応じ、住民が立候補者を指名できるようになれば、貧困層や労働者が選挙を左右することになるとの認識を示し、要求に応じることはできないとの立場を繰り返した。梁長官は、住民が立候補者を指名するならば、平均月収1800米ドル（約19万2600円）以下の住民が選挙プロセスを支配する恐れがあると警告した。同長官は「住民が代表者を選ぶようになれば、香港の住民の半分を占める月収1800ドル以下の所得層が決めることになる」と述べた。また、指名のプロセスがどのようなものでも中国政府は選挙の勝者を行政長官に任命するかどうかの権限を握っていると指摘し、「中国政府が勝者を受け入れられないとして、選挙をやり直すよう命じれば、香港基本法上の危機が生じる」と訴えた。
10月21日、香港の学生団体の指導者は、香港政府関係者との初めての対話を行った。事態進展への期待は低かったものの、何千人もの人々が街頭に集まり、対話の様子をテレビで見守った。香港政府は、デモ隊の見解を反映させた公式な報告書を北京（中央政府）に提出する姿勢をみせたものの、行政長官選挙の候補者に制限を設ける計画の撤回を中国指導部に求めない方針を貫いた。学生団体は、香港政府が市民の意見を適切に中国の中央政府に伝えていないことが、香港の民主化の進まない理由だと主張してきた。
10月23日、九龍側の名所、獅子山（ライオンロック)から「我要真普選（真の普通選挙を求める）」と書かれた巨大な垂れ幕が下ろされた。垂れ幕の長さは28メートル。先に梁行政長官が、民主派のデモ隊の要求に応じれば、次期行政長官選挙の結果は香港の低所得層に左右されることになると語ったことに反発し、労働者階級が多く住む九龍地区にある獅子山が垂れ幕を下す場所に選ばれた。また、黄色い傘を持った習近平総書記の写真が置かれた。

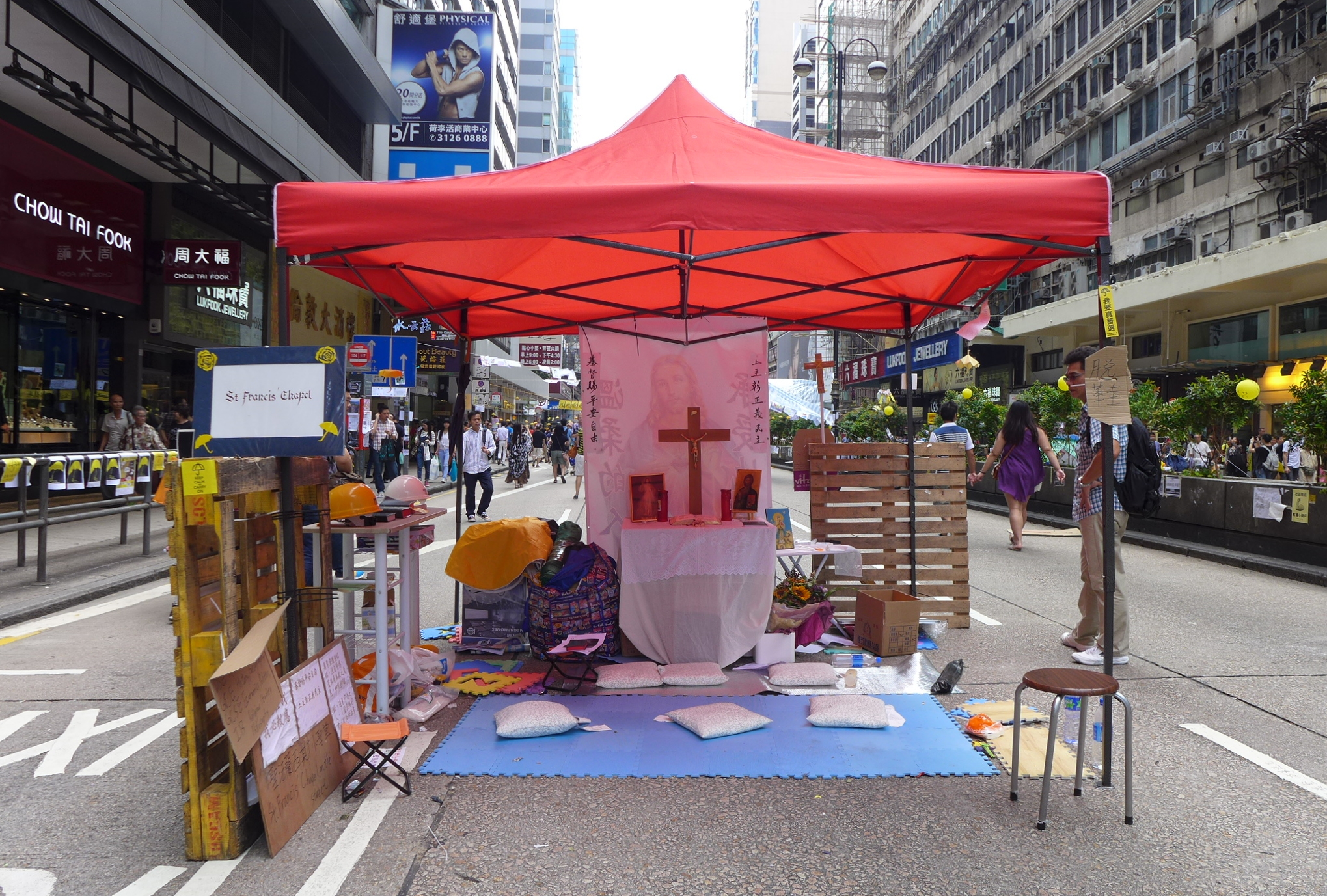
旺角に設置されたキリスト教の礼拝所

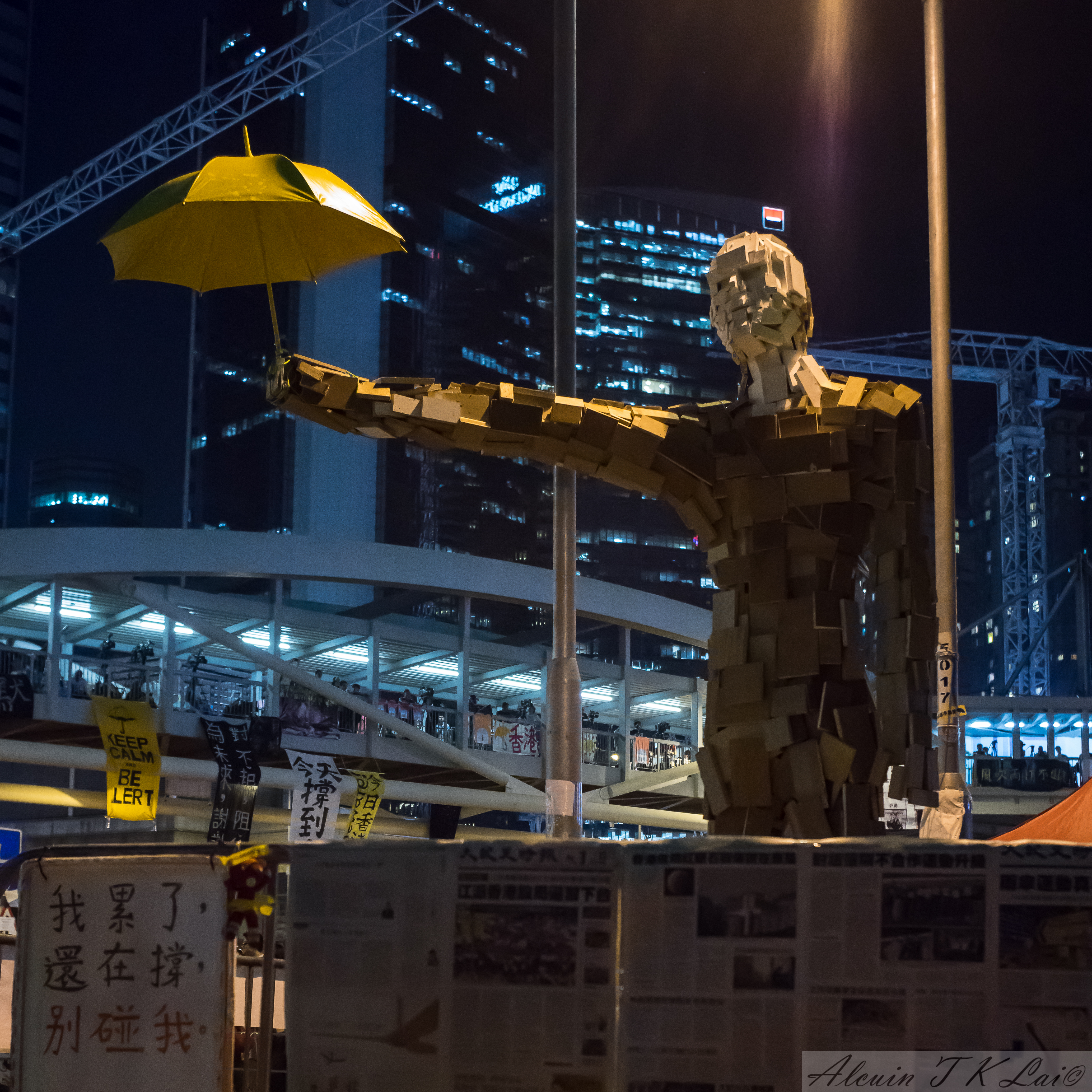
金鐘に置かれた「黄色傘巨人」の像

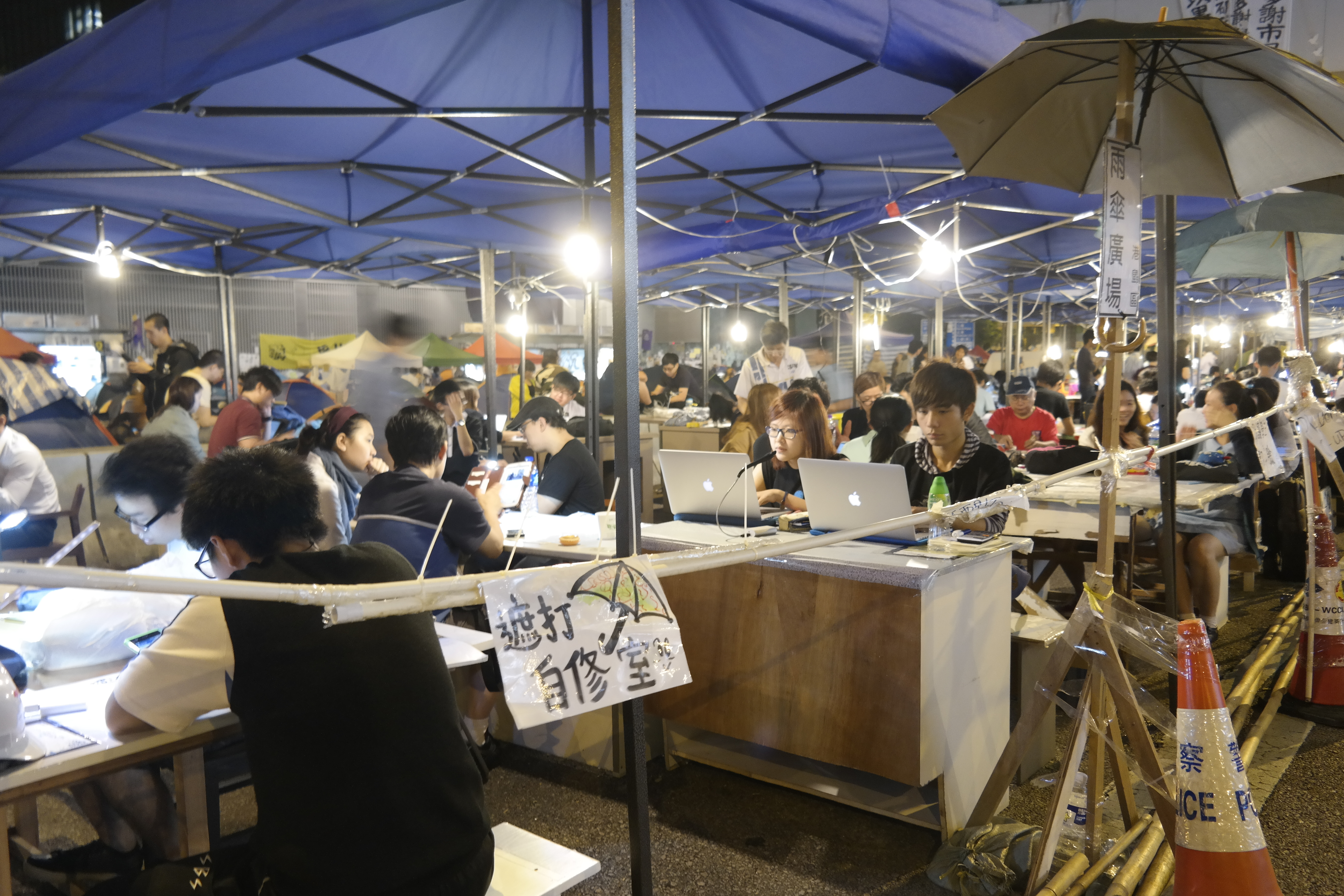
金鐘に置かれた学生の自習室

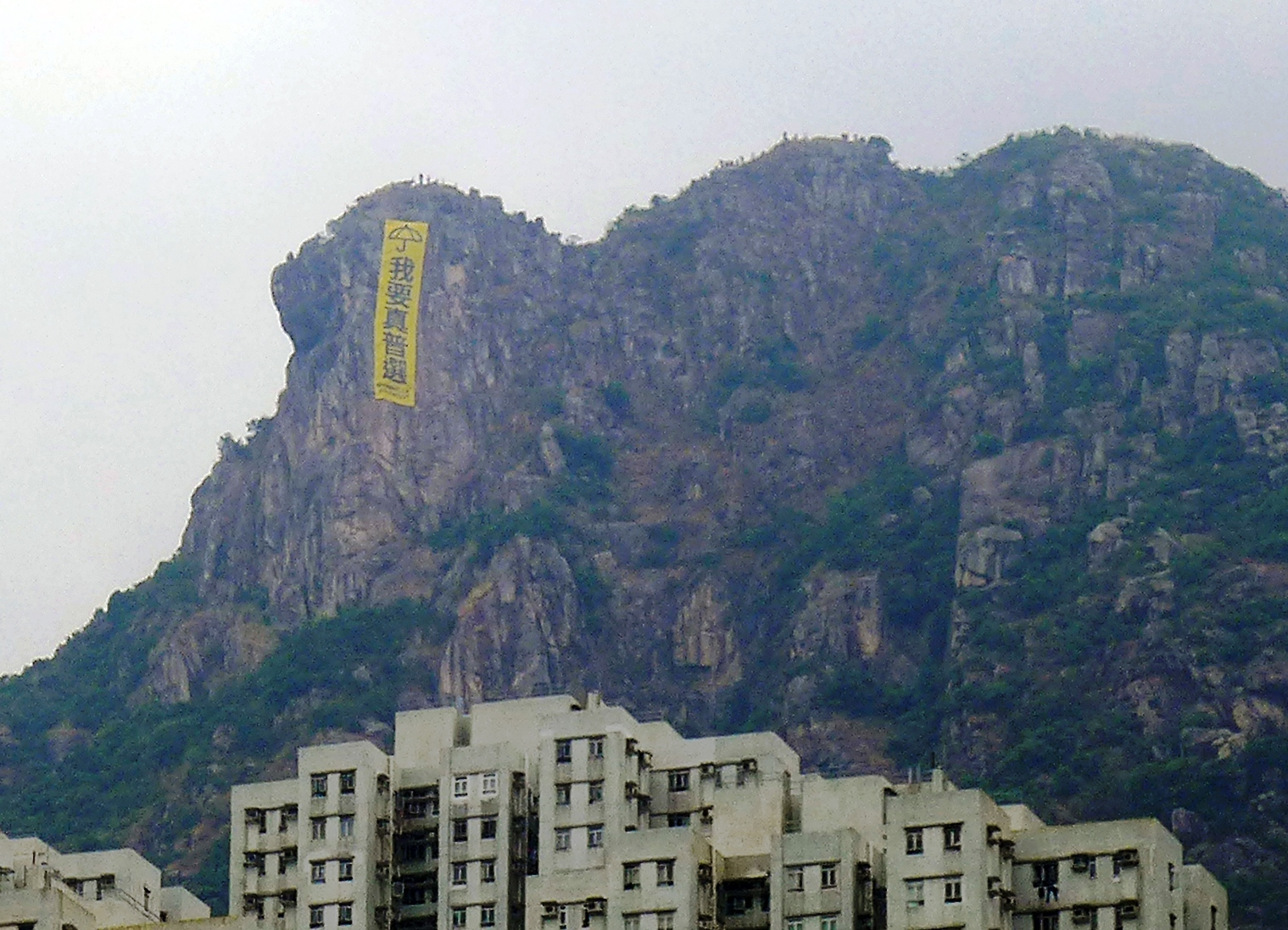
獅子山に掲げられた巨大垂れ幕

10月25日、学生側は21日の対話を受け、1. 中国政府に香港市民の要求を報告する、2. 2017年の次の選挙について様々な意見を聞く議論の場を設ける、という香港政府からの2つの提案をめぐって投票を実施することを決めた。25日の会見によると、投票では、1の報告で「中国側が8月に示した立候補を制限する仕組みの撤回を求めてもらうことに賛成かどうか」、2の議論に「次回2017年選挙から立候補制限をやめる議題も含めることに賛成かどうか」を問うた。占拠場所の一角を「雨傘広場」と名付けていることから、「広場投票」として26、27日の夜、金鐘や旺角など3カ所で投票を実施した。ただ、全市民には呼びかけず、投票資格は占拠支持者に限ることにした。
しかし、10月27日に民主派団体の指導者は市民投票を棚上げすることを決定した。民主派団体は、投票の内容や方式で意見がまとまらず、予定していた市民投票の延期を決めた。香港では1カ月以上にわたるデモで経済活動が混乱し、その影響への懸念が広がっていた。月内に開始予定だった香港、上海両証券取引所による株式注文の相互取り次ぎは、当局からの承認がいつになるか見通しが立っていないことを香港取引所が明らかにした。デモ隊は主要な大通りを封鎖して交通を妨げ、ビジネスを混乱させていた。
香港証取を運営する香港取引所は26日の発表資料で、「株式注文の相互取り次ぎが2014年10月から始まる」ことを市場が織り込む中で、技術的な準備は完了しているがまだ必要な承認が得られていないことを明らかにした。香港浸会大学の政治学の教授、ジャンピエール・キャベスタンは証取接続の遅れについて、抗議行動を解決できない香港に対する中国政府の不満の表れだと指摘。同教授は電話インタビューで「こうした手段を通じて中国は香港に対し、速やかに正常化するよう圧力を強めている」と述べた。
10月29日、全国政治協商会議常務委員会は29日、香港の親中国派政党、自由党首脳の田北俊立法会議員を政協委員から解任すると決定した。民主派による香港中心部の占拠を収拾するため、田は香港の梁行政長官に退陣を検討するよう求めていた。中国として学生らによる梁長官の辞任要求に応じない姿勢を明確にすると同時に、香港の親中派の締め付けを強める狙いがある。
なお、駐英大使の劉曉明は訪英していた財政司長曽俊華と会談し、イギリスに内政干渉させないよう促した。
10月30日、香港の学生運動の指導者は来月北京に行き、中国指導部に民主化を訴えることを検討していると述べた。香港の3大抗議運動団体のひとつ、香港学生連盟の周永康事務局長はインタビューで、APEC首脳会議の主催は習近平総書記にとって「顕著な業績」になると述べた。学連が支持者たちとこの北京訪問計画を協議し、どれほどの賛成が得られるか見極めるつもりだと述べるとともに、学生指導者がAPEC会合の場で北京指導部に近づけるかどうか、その実現可能性もあわせて話し合うと語った。その後、11月7日夕方に学生団体メンバーが香港と接する中国広東省深圳に入ろうとしたところ、「国家の安全に反する活動」に参加したとして、中国当局から入境を拒絶され、学生団体はAPEC開催期間中の北京行きを見送った。

### 11月～12月
11月1日、大帽山の香港天文台レーダー台付近に再び「我要真普選」と書かれた巨大な垂れ幕が下ろされた。さらに2日には大東山においても同じ標語が掲げられた。

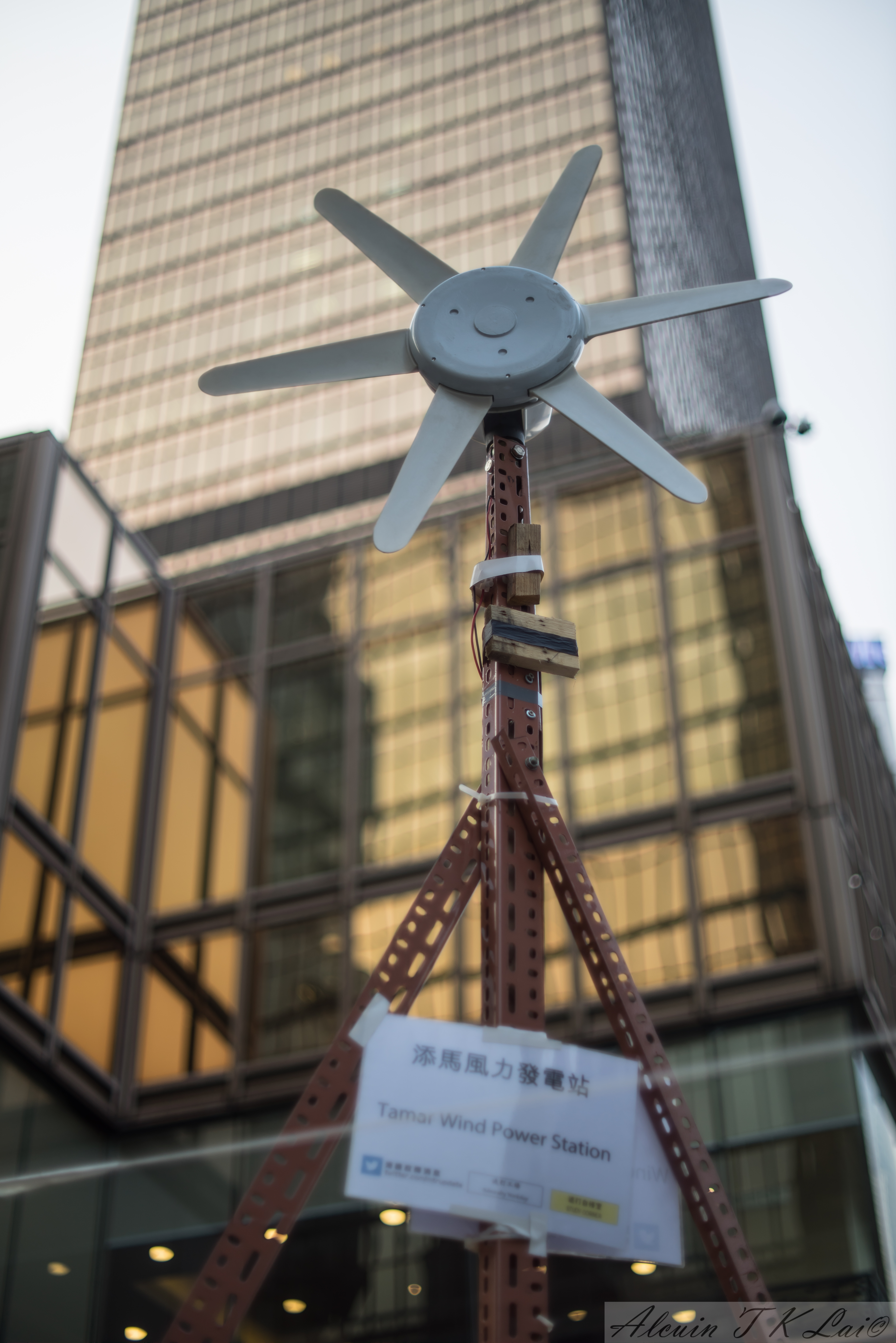
金鐘に設置された風力発電装置

11月4日には金鐘に風力発電装置が設置された。占拠している学生に向けて設置された模様。
11月6日には旺角においてデモ隊と警官隊の間で衝突があり、蘋果日報の女性記者が他10名と共に負傷した。警官側が唐辛子スプレーを播いた際転倒したとの事。
また、中国で香港の行政長官選挙をめぐる「雨傘革命」に賛同した少なくとも94人が拘束されていることが、人権団体アムネスティ・インターナショナルの調べで判明し、同団体の日本支部は6日、北京でのAPECなどの場で、中国側に釈放を働きかけることを求める岸田文雄外相宛ての要請文を提出した。拘束されたのは、食事会で「風雨の中、自由を抱きしめる香港を支持する」などと書いたプラカードを掲げていた人やその写真をソーシャルメディアに流した活動家や芸術家らで、十数人は「騒ぎを引き起こした容疑」で正式に逮捕されたという。
11月7日、ベルリン市内で開かれたドイツ紙ウェルト文学賞の授賞式に出席した村上春樹は、ベルリンの壁崩壊25年を9日に迎えることにちなみ、今も「人種や宗教などの壁がある」と指摘し、「壁のある世界で、壁のない世界の風景を生き生きと想像すると、現実になるかもしれない」と述べ、「このメッセージを香港の若者、今壁に立ち向かっている若者たちに贈りたい」と語り、香港の行政長官選挙の民主化を求め、大通り占拠を続ける学生らにエールを送った。
11月8日、今回の学生らが主導する大規模デモにも関与する戴耀廷香港大准教授は香港公共ラジオを通じ、違法な集会に参加した責任を認め、数週間以内に自首する考えを表明した。戴氏はデモは限界に近づいているとの見方を示し、学生らに長期化しているデモの収拾を検討するよう促した。ただ戴氏の影響力は限定的とみられ、デモ収拾に向けた動きに直ちにはつながらないとみられる。戴氏は、政府に圧力をかけるため立法会（議会）の民主派議員が辞職による補欠選挙実施を検討していることには協力するとした。
11月9日、習近平総書記はAPECに出席中の梁香港行政長官と北京で面会し、「中央政府は引き続き、一国二制度と香港基本法を貫徹する。法に基づいて民主的な発展を進めることを強く支持する」と述べた。面会の中で梁氏は占拠について「毎日報告している」と、中央政府との緊密な連携を強調。面会後の梁の会見によると、中央政府は香港政府の姿勢を支持したという。民主派の学生団体は中央政府幹部との面会を希望しているが、梁は「指導者らも彼らの要求をはっきりと理解している」とも語った。また、10月中の開始予定が遅れている株式取引の新制度については「中央も支持しており、近く日程が公表されるだろう」との見通しを述べた。ただ、「法治と秩序が保たれることが重要な条件だ」とも語り、遅れには占拠が影響したとの見方を示した。
11月15日、香港学生連盟の周永康事務局長、常委の羅冠聡、乗務秘書の鍾耀華の3名は北京へ行き中国政府に直接要求を訴えるため、北京に向かおうとしたが、香港の空港で搭乗を拒否された。学生団体によると、航空会社から「通行証（ビザに相当する証明書）の効力が取り消されたと中国側から通知があったため、乗せることはできない」と説明を受けたという。学生団体は北京行きに合わせて、李克強首相あての公開書簡を発表。「香港人の声を直接聞き、正しい判断を下してほしい」「一緒に現実を直視してほしい」などと訴えていた。
また米国AP通信社の記者は搭乗拒否された3人が乗る予定だった座席に「不要坐（座るな）」という標語が貼られているのを発見した事をツイートした。
11月18日、香港当局は金鐘の道路の一部でバリケードの撤去作業を始めた。司法当局者や警察官ら数十人が金鐘の政府庁舎に隣接するビルの出入口などで撤去作業を始めた。有力紙・明報は混乱に備えて警官500人以上が周辺に待機する見通しだと報じた。これに対し香港学生連盟の周永康事務局長は17日、強制執行への対応について個々のデモ参加者の決定を尊重すると語った。
11月19日未明、中心部金鐘にある立法会（議会）入り口のガラス扉を数人のデモ隊が鉄柵などで破壊し、一部が建物に一時侵入した。警官隊が催涙スプレーを使って制圧したが、反発したデモ隊と複数回の衝突が発生し、警官3人が負傷した。警察は18歳から24歳までの6名を逮捕した。この件に関して香港学生連盟側は支持しないという表明を出した。一方、デモ隊と警察による衝突が繰り返し行われている九龍半島の繁華街では、抗議活動に反対する路線バス会社とタクシーの業界団体が裁判所にバリケードの撤去を求めており、このうちバス会社の代理人らが19日、裁判所の命令に基づきバリケードを撤去すると通告する文書を貼り出した。裁判所の命令で示された一部の幹線道路に設置されたバリケードを、バス会社は20日にも警察と共に撤去する見通し。
11月20日、最後の香港総督を務めたクリス・パッテンオックスフォード大学総長は、米議会中国問題執行委員会にロンドンからビデオリンクで加わり、世界の国々は民主主義と人権で中国に対抗することを恐れてはいけないと語った。さらに学生たちに対し、主張は十分に伝わったとして、幹線道路の封鎖を解除するよう呼びかけた。
11月21日、60名の市民が英国領事館前にてデモを行い、香港返還の際に締結された英中共同声明を履行し、英国政府に介入を求めた。
11月25日、香港の裁判所は旺角でバリケードやテントの強制撤去に乗り出した。警察当局は不測の事態に備え3千人以上の警官隊を動員し、抵抗するデモ隊80人以上を逮捕した。裁判所の執行官は午前9時すぎに現場に到着し、デモ隊に私物をまとめて立ち退くように繰り返し警告したうえで、バリケードやテントなど道路上の障害物を次々と撤去した。それでも数百人が現場を離れようとしなかったため、執行官は警察に協力を要請した。開始から6時間近く経過した午後3時すぎ、警察は作業を妨害したデモ隊の一部を公務執行妨害などの疑いで逮捕するなど強制排除した。逮捕者の中には民主派の立法会（議会）議員も含まれた。香港の高等法院（高裁）はバス会社の「営業に支障が出ている」との申し立てを認め、旺角地区の道路の占拠を禁じる命令を出した。デモ隊が抵抗する場合、警察の逮捕を認める判断も示していた。司法手続きに基づく強制撤去は先週に実施した金鐘のオフィスビル前に次いで2カ所目。占拠活動が始まって以降、1日での逮捕者数はこの2カ月で最大となった。強制撤去は、幹線道路に交差する道路の約50メートル部分で行われた。香港警察は強制排除の際に抵抗したとしてデモ参加者を次々と逮捕。道路は一部車線で車両の通行が再開された。だが、周辺道路では排除に反発するデモ隊が千人以上に膨れあがった。計4千人の警官隊は催涙剤入りの放水スプレーを使うなどして鎮圧し、混乱が続いた。また、今回のデモ決起人の戴耀廷、朱耀明、陳健民の3人は12月初めに自首する考えを示した。
11月26日、香港の警察当局は約2カ月にわたって民主派がデモを続けてきた九竜地区の繁華街、旺角に設置されたバリケードやテントを撤去し、デモ参加者も強制排除した。また、デモに参加している学生団体を率いる黄之鋒と岑敖暉（レスター・シャム）を逮捕した。ネイザンロードでは先に、裁判所の占拠禁止令を受けて執行官らがデモ隊に対して撤退するよう警告し、バリケード撤去を開始していた。目撃者によると、執行官に抵抗した複数のデモ参加者は警察に連行された。ロイター関係者は岑が警察に連行されるのを目撃しており、学民思潮はFacebook上で、黄が法廷侮辱の容疑で逮捕されたと明らかにした。
11月28日夜から29日未明にかけて、旺角にて当局が行ったバリケード撤去に不満を持つ500人以上のデモ隊が警官隊と衝突し、警察によると、男女28人（16～52歳）を逮捕、警官8人が負傷した。デモ隊は「真の普通選挙を求める」などと叫びながら、26日にバリケードが撤去された大通り近くで警官隊と対峙。催涙スプレーを使用し警棒を振り下ろす警官隊に対し、雨傘を広げて抵抗した。その後デモ隊は29日朝までに旺角を離れた。旺角は中国大陸からの観光客を目当てにした貴金属店などが多く、デモの影響で売り上げが大きく落ち込んでいたため、梁行政長官が25日、「デモ隊が排除されたら旺角にもっと買い物に来て」などと呼びかけていた。このためデモ隊は旺角で連日「買い物に来た」などと梁への当てつけを交えたシュプレヒコールを繰り返していた。
11月30日夜に金鐘の政府庁舎を包囲したデモ隊と警官隊との衝突は、1日朝まで断続的に続いた。金鐘以外でも警官隊とデモ隊の小競り合いがあり、1日午前現在の逮捕者は計50人以上となった。警官隊は、1日午前8時（日本時間同9時）までに、金鐘の衝突現場では、500人以上のデモ隊の排除をほぼ完了。警察の発表では、40人を逮捕し、警官11人が負傷した。デモ隊にも多数の負傷者が出た模様で、現場は大混乱となった。衝突が続いたのは、政府庁舎に隣接する立法会（議会）近くの道路周辺。この道路を巡って、デモ隊がバリケードを設置しては警察が撤去、排除する事態が繰り返された。警官隊は警棒と催涙スプレーの使用に加え、デモ隊への放水も行った。現場近くの芝生には、催涙スプレーを浴びたデモ参加者らが倒れ込んだ。デモを率いる学生団体の代表は10月21日、香港政府と初めての対話を行ったが平行線に終わり、デモの継続を宣言。しかし道路の占拠が長期間に及んだことから市民からの反発が次第に強くなり、行政府も11月18日以降、バリケードの撤去を初め強制排除に乗り出した。26日には旺角から障害物とデモ隊が完全排除され、幹線道路が開通した。デモの規模は縮小を余儀なくされ、拠点を金鐘にほぼ集中させていた。
香港で行政長官選挙制度の民主化を求めて、中心部の道路占拠を呼びかけていた市民グループ「オキュパイ・セントラル」の発起人3人戴耀廷、朱耀明、陳健民が12月2日、「降伏」して警察に出頭すると発表した。学民思潮のリーダー黄之鋒は12月1日、18歳の大学生と17歳の高校生の2人の女性のデモ参加者と共に、無制限のハンガーストライキを開始した。政府側が要求に応じざるを得ない状況にすることが狙いとされる。またfacebookにも「絶食宣言」を出した。また、学生団体の指導部は香港政府本部の包囲に失敗した事を謝罪した。

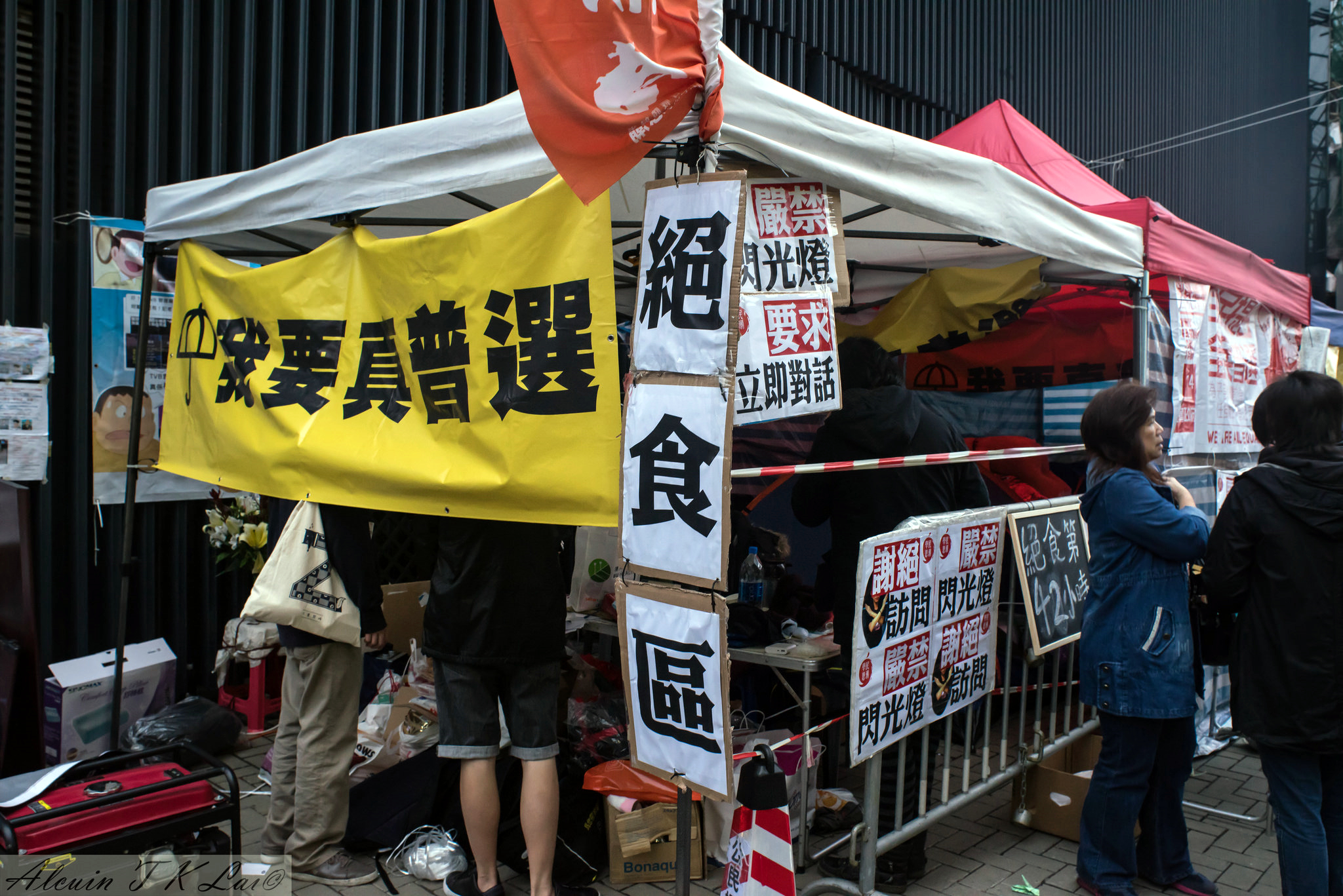
ハンガーストライキゾーンの写真

12月3日、事前に予告していた通り香港の民主派団体「オキュパイ・セントラル」の発起人3人らは、行政長官選挙の民主化を求めて道路を占拠し、無許可の集会を開いた法的責任を取るため、警察に出頭した。発起人の1人の戴耀廷は香港中心部の警察署前で支援者に対し「ありがとう」と語り、署内に入った。警察はこの日、戴ら3人や同調者など計65人の出頭手続きを行っただけで逮捕はしなかった。周永康事務局長は3日、ラジオ番組で「占拠を続けることは政府への圧力にならない」と述べた。
イギリス議会下院の外交委員会の議員団は、香港の返還を巡りイギリスと中国が「共同声明」を調印して30年になるのに合わせて、今月13日から香港を訪れ、政治経済面でのイギリスとの関係や、民主的な選挙に向けた改革の取り組みについて調査する予定であったが、ロンドンの中国大使館は11月28日、議員団の入国を拒否する考えを伝えた。
外交委員会のリチャード・オッタウェー委員長（保守党）は「中国政府はあからさまな対決姿勢を示している」として批判し、議会本会議でこの問題を取り上げるよう求めた。また、イギリスの外務省も「ここ数年の２国間の友好的な関係にそぐわず、遺憾だ」とのコメントを発表した。さらに同委員長は12月2日の下院で、在英中国大使館の次席大使が、返還後50年間の香港の「高度な自治」などを定めた中英共同声明（1984年調印）は「無効」になったとの見解を伝えていたことを明らかにした。民主化要求デモに対する中国の対応に懸念を強める英国をけん制する狙いがあるとみられる。委員長によると、11月28日に次席大使が同外交委議員団の香港入りを拒否する方針を委員長に表明した際に、この見解を伝えた。宣言は、1997年の香港返還ですでに効力を失ったとの解釈を示したという。委員長はこの見解について「ばかげている」と強く批判。香港返還の直前まで対中交渉を担当した当時の英外相、マルコム・リフキンド議員（保守党）も「全く論外」と反発した。共同宣言は、1997年の香港返還と、返還後50年間の「一国二制度」下の「高度な自治」を定めている。宣言の内容は、中国側が1990年に採択した香港基本法（憲法に相当）に盛り込まれている。次席大使の見解が、中国の香港政策が直ちに変わることを意味する可能性は低い。なおこれに対し、中国外務省の華春瑩報道官は1日の会見で、「ビザを出すか出さないか、誰に対して出すかは、国の主権の問題だ。中国は、議員団が調査のために香港を訪問することに反対すると何度も言ってきた」と述べ、さらに「どうしても議員団が調査のために香港を訪れるというのであれば、中国への公然とした対抗であり、2国間関係の発展に不利に働くだろう」と述べ、強くけん制した。
香港の高等法院（高裁）は11月5日、民主派のデモ隊が座り込みを続ける主要拠点、金鐘の幹線道路の占拠禁止命令に対する異議申し立てを却下した。占拠禁止を求めたバス会社は来週前半に裁判所や警察と執行方法を相談するとしており、バリケードやテントの強制撤去は10日以降となる見通し。梁行政長官は5日、学生団体との対話について「（選挙制度改革に関する中国の）全国人民代表大会の決定に基づくのが前提だ」と慎重な姿勢を示した。学民思潮の黄之鋒ら5人の学生が政府との対話を求めてハンガーストライキを続けており、立法会（議会）議員らが仲介に動いていた。民主派に占拠行動からの離脱者が増える中、学生団体「大学生連合会」（学連）は4日夜、「占拠撤退か継続か1週間以内に結論を出したい」と述べた。もう一つの学生団体学民思潮は3日からハンガーストライキに入り、この時点で5人が続けている。この団体は政府との対話を求めたが、選挙制度決定プロセスのやり直しを前提としており、長官側は拒否している。
また、ハンガーストライキを続けていた黄はドクターストップがかかったため中止した。体調が悪化し、血糖値が極度に低下した為である。なお、他の2名も既に体調不良によりハンガーストライキを中止している

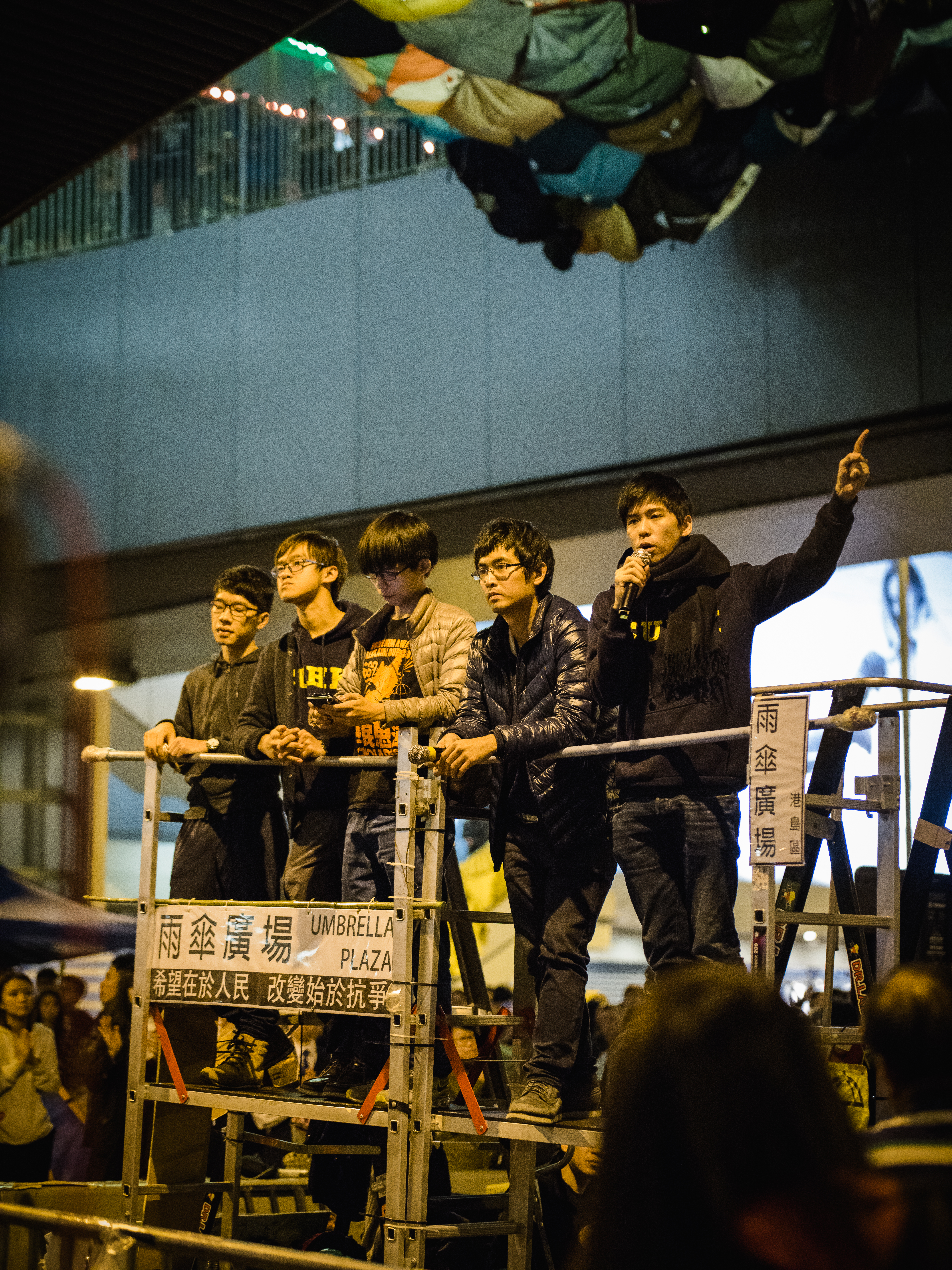
12月11日、金鐘にて演説する学生の指導者達

香港当局は12月11日、民主化デモの最大拠点だった香港島中心部金鐘の幹線道路で、警官隊約7000人を投入してデモ隊のバリケードやテントなどを撤去、学生指導者で大学生香港学生連盟代表の周永康ら約150人を逮捕した。金鐘での強制排除はこの日で完了し、2017年の行政長官選をめぐる一連の占拠活動は事実上、75日目に終止符が打たれた。当局は同日午前、最大拠点に隣接する幹線道路で、高等法院（高裁）の占拠禁止命令を執行する形で強制撤去を始めた。午前中の撤去は警官隊が見守る中で作業員が行い、デモ隊の抵抗はなかった。
午後に入ると、警察はデモ隊に全ての占拠場所から立ち去るよう拡声器で警告。一時、1000人以上集まったデモ参加者は、隣接する地下鉄を利用するなどして次々と姿を消した。警官隊は人垣を作り、占拠場所を徐々に狭める手法で障害物を全て撤去した。複数の学生指導者や民主派の立法会（議会）議員、民主派支持の蘋果日報の黎智英（ジミー・ライ）会長ら約150人が11日、政府本部庁舎前の道路に座り込んだ。警察は午後4時過ぎから約5時間をかけ、一人ずつ抱え込むなどして全員を逮捕した。周は逮捕前に「強制排除で問題が解決できるわけではない。市民の抵抗は続く」と訴えた。香港当局は金鐘に続き、銅鑼湾の道路占拠場所も強制排除する。
なお、今回の金鐘のデモ隊の最大拠点が強制排除されたのを受け、デモを主導した学生2団体は12日、再占拠を呼びかけない方針を示し、当局による強制排除を事実上受け入れた。香港学生連盟の岑敖暉幹事長と黄之鋒は12月12日、それぞれ地元ラジオに出演し、「強制排除は『雨傘運動』の収束を意味しないが、短期的には行動を起こさない」（黄）、「学生も勝たなかったが、政府も勝たなかった」（岑）などと述べた。警察は市民に占拠場所に戻らないよう呼びかけ、違反すれば断固とした措置を取ると警告している。金鐘での強制排除の逮捕者は249人となったが、立法会（議会）議員や学生指導者らは12日早朝までに保釈された。警察は11日深夜、残るコーズウェイベイ（銅鑼湾）での強制排除は「適切な時期に公表して行う」と表明。一部報道は週明けに延期されたとの見方を伝えている。
12月15日、香港警察は銅鑼湾の大通りで、行政長官選挙の民主化を求めて占拠を続けてきたデモ隊を強制排除した。国際金融センター香港の中心部で9月末に始まった道路占拠は、79日目に完全に終結した。今回の強制排除で公民党のケネス・チャン議員ら17名が拘束された。また梁行政長官は15日、警察が最後のデモ拠点を強制排除したことを受け、11週間余り道路が占拠された民主化要求デモが終わったと宣言した。

## 各界の反応

### 大学界
10月4日には8つの大学の学長が学生に対して解散するように求めている（上記「経過」参照）。香港中文大学学長の沈祖堯は9月28日、学生達の行動に理解を示し、政府と学生の間で対話が出来るよう望む、と述べた。
香港大学学長のピーター・マジソンはデモの鎮圧に催涙弾が使用された事に対して非難を表明した。

### 芸能界
歌手のデニス・ホーは今回のデモに現れ、「学生達の行為は個人的利益の為ではなく、香港の為に声を発している」と賛同の意を表した。その後、ホーは黄耀明と共同で今回のデモを応援する為に新歌「撑起雨傘」（撑起雨傘）を作曲した。なお、ホーと黄は香港政府に対して暴力を行使しないよう、50人の文化人で結成された組織「文化界監察暴力行動組」（文化界监察暴力行动组）に所属している。ホーは12月11日の強制排除の際に逮捕された。
ジャッキー・チェンは、香港で続く大規模デモについて「経済損失が3500億香港ドル（約4兆9千億円）とニュースで知り大変気をもんでいる」と、デモ隊を批判した。微博では「強い国がなければ豊かな家もない」と愛国的な歌の歌詞を引用しつつ「理性に立ち戻り、われわれの国と香港を愛そう」と訴えた。
11月上旬に封切りを迎えた香港のギャングのボスを主人公にした香港映画「大茶飯」は中国本土でも「潜竜風雲」のタイトルで公開が予定されていたが、中国本土の一部の映画館は突然、上映を見送った。北京のある劇場の入り口には「（香港の民主派による）占拠を支持するアンソニー・ウォンが主役のため、上映を中止する」と貼り紙が出された。中国本土向けに用意された映画の宣伝ポスターには当初、主演のウォンが真ん中に据えられていたが、女優が中心の新しいポスターに差し替えられ、ウォンの姿や名前は跡形もなく消えていた模様。

### 宗教界
香港の教会は、デモ参加者に食事や宿泊場所を提供するなど、抗議活動のなかで目立たないが、重要な役割を担っている。抗議集会の主催者や支持者の中には、その運動のインスピレーションとして、キリスト教的価値観を挙げる人もいる。カトリック香港教区の陳日君枢機卿は10月24日、香港政府庁舎前で民主化のための闘いは「われわれの社会における文化全体、生き方そのものの問題だ」とデモ参加者に語りかけた。
香港の主要な教会組織は『占領中環運動』に対して、概ね中立的な立場を取ってきた。カトリック教会の司教、湯漢枢機卿は、9月29日に短い声明を出し、香港政府が「機動隊による実力行使に関して自制心を」働かせることを強く求め、デモ参加者には抗議を表明する上で「落ち着く」ことを呼びかけた。
なお、陳はその後12月3日に共同発起人たち3人に同行して香港警察に出頭している。

### 小売業界
小売業界団体「香港リテール管理協会」は6日遅く、商業地区の銅鑼湾だけでなく、香港政府本部庁舎がある金鐘や金融街の中環の小売りチェーン店舗では、1 - 5日の売り上げが30 - 45％減少したと明らかにした。このままではかき入れ時の10月の小売売上高は2003年以降で初めて減少するとの危機感を表明し、早急な事態収束が必要だと指摘した。

### 法曹界
香港の弁護士会香港大律師公会は9月29日、28日の警察による催涙弾使用に関して非難を表明し、過度な暴力の行使をしないよう声明を出した。また、10月3日には500名の弁護士が金鐘において黒衣を着てキャンドルを掲げ、警察による催涙弾使用に抗議した。
香港終審法院首任主席法官の李国能は10月5日に明報紙において「学生が負傷するのは誰も見たくない。直ちに解散する事を望んでいる。さもなくば、彼らの身に危機が訪れる」という声明を発表した。

### マスコミ
東方報業集団は、YouTubeで今回のデモの状況を動画配信している。また、蘋果日報は今回のデモに関する特設ページを設置した。
また、香港無綫電視TVBニュースキャスター12人は連名で、15日に起きた占拠者への警官の暴力ニュース編集問題を訴えたTVB報道部記者への支援を表明した。
さらに、親民主派新聞社の蘋果日報には、10月11日夜から暴漢たちが断続的に蘋果日報のオフィスを取り囲み、社員を脅したり、新聞の配送を妨げたりしていることが確認されている。10月13日早朝には、正門を塞ぐ様にトレーラーをとめ、配送用トラックが出られないようにした。同社の社員は、裏口につけた別のトラックにクレーンで新聞を積み直し、売店には通常より約6時間遅れて届いた。香港の高等法院が10月14日、暴漢らに立ち去るよう命じたが、彼らは夜になっても蘋果日報の正門付近に居座り、警察が介入する事態となった。暴漢たちは、街頭を占拠している学生主導の民主化運動を同紙が支持していることに抗議するため、と主張しているが、普通のデモには見えず、むしろ雇われ暴徒による威嚇行為という方が近い。現場ではデモ参加者は貸し切りバスで一緒に移動し、よその土地の訛りで話し、全く同じ新しいテントを張っている。なおこうした実力行使は初めてではなく、昨年には蘋果日報のトラックが襲われ、多数の新聞が奪われて燃やされた。また、壱伝媒を率いる黎智英の自宅の表門に車が突っ込む事件もあった。2014年6月には蘋果日報は、高度なサイバー攻撃を受けた。ここ数年、一部企業の広告掲載打ち切りによって、財務状況も厳しさを増している。また、2015年1月12日には、オーナー宅と本社へ火炎瓶が投げ込まれる事件も起きた。

### インターネット
アノニマスは11日に中国政府のサーバーに対してDDoS（分散サービス妨害）と呼ばれる攻撃を仕掛けると宣言した。同集団は声明で、「中国よ、われわれを止めることはできない。香港市民に対して権力を乱用する前にわれわれの攻撃を予想するべきだった」とし、香港での民主的な選挙を求めるデモが攻撃の理由であることを示唆した。
なお、中央政府駐香港連絡弁公室は、ウェブサイトが今週の8日、9日に攻撃を受け、閲覧がしばらくの間できなくなっていたと明らかにしている。

### 財界
香港の長江実業グループ総帥李嘉誠は15日、民主派デモの参加者らに対し、解散して家族のもとに戻るよう呼び掛けた。さらに「法治という堤防の決壊は香港最大の悲哀」であると述べている。

### 香港政府内
財務司長曽俊華は10月3日、現時点の金融システムは正常であるが、長引く事によるリスクに懸念を表明した。
政務司長の林鄭月娥は10月3日、現地で衝突が起きたことを憂い、占領の撤収を呼びかけた。
香港高級公務員協会は6日、各公務員に対して市民からの影響を受けず、理性的に行動するよう求めた。
工党 (香港)党首の李卓人は産経新聞の取材に対して、「香港人が黙っていれば中央政府は、香港の自由な空間をどんどん狭めようとする。経済問題など短期的な視点よりも、中長期的な危機を今こそ認識して立ち上がらなければならない。英国の統治下に戻りたいわけでも、香港独立を求めているわけでもない。若い香港人の将来のために「一国二制度」で自治や言論の自由のある民主社会を求めているだけだ。（旧宗主国の）英国には当初から支援を期待していない。英国は中国側を重視している」と今回のデモに対して賛意を示した。
一方、親中団体の愛護香港力量代表の李嘉嘉は「街頭デモは当初、金融街セントラル（中環）占拠を計画していたはずが、モンコック（旺角）など市中の路上占拠に変質した。デモが圧力をかける相手は政府や金融界ではなく一般市民になった。救急車など緊急車両も通れない。商業や観光業など経済にも影を落とす。デモに一般市民の反発が強まったのは当然だ。民主派には米国から資金が提供されている。米国式の民主主義を押しつけるためだ。だが、香港には香港に適した中国式の民主社会がすでにある。国際金融センターとして地位も確立している。理想論より経済などの現実が大事だ。中国の特色ある社会主義の下、「一国二制度」で民主社会が保障されていることは、デモが許されている点を考えても明らかで、もっと共産党政権を信頼すべきだ。2003年の新型肺炎（SARS）の流行や08年の金融危機でも、北京の支援なしに香港だけでは対処できなかったはずだ。香港のトップは「国を愛し、香港を愛する」のが条件だが、民主派は国を愛さない“香港独立”も狙った選挙をもくろんでいる。しかしデモ隊は占拠し続けても反発が増えるだけ。警察は今後、世論の高まりから強制排除に乗り出すタイミングを探っていくだろう」と述べた。

## 影響とその後
銀行の休業は24行47支店に広がり、金融サービスが一部で滞っている。さらに香港政府は10月1日の「国慶節」を祝う花火の打ち上げ中止を決めた。さらに29日、中国側の決定に基づく次期長官選の具体的な制度改革案の作成のため行う予定だった市民のヒアリングの延期を決めた。
2015年6月、普通選挙化を謳いながら被選挙権が制限選挙の選挙改革法案が香港議会に掛けられるのを受け、香港市民が再び集結して「ニセの普通選挙は認めない」とする活動が展開され、香港議会は6月18日の表決で制限選挙法案を8対28の圧倒的多数で否決した。これをもって雨傘革命運動の勝利と見る向きもある一方、日経新聞が「民主派の普通選挙を求める運動は練り直しを余儀なくされた」とする記事を掲載する等、民主化への道が遠のいたとする論評もある。
2015年9月28日、香港で運動開始から1周年を祝う記念集会が開催されたが、1000人しか集まらず、運動当初の熱気は冷めている傾向にある。原因として、若者が自主的に集まった運動であるため、統制が取れなくなり、内紛が起こって脱退するメンバーが相次いでいることや、中国本土人や政府への暴力を肯定するような過激な者が目立つようになり、支持者の中に失望感が広がっていることなどが指摘されている。
このような雨傘運動の失敗が、2019年-2020年香港民主化デモにおいて、リーダー不在、意見の相違があっても内紛を起こさず相手を尊重するという形になって現れている。

## 各国の反応
- 欧州連合 – EU外交部広報官は今回のデモについて「懸念を表明し、注意深く調査を続ける」と語った[132]。
- 国際連合 - 国連の潘基文事務総長は今回のデモを中国国内の問題であることを理解していると述べた上で、民主主義の原則の尊重を促した[133]。
- カナダ - カナダ外務大臣ジョン・ラッセル・ベアード（英語版）は今回のデモを支持し、「普通選挙のための香港住民の民主的な願望が平和的に達成される」事を望むと述べた。また、野党の新民主党は今回のデモに対する支持を表明している[134]。
- オーストラリア - オーストラリア政府は安全対策をするよう求めた。またジュリー・ビショップ外相は中国政府に対して香港人が2017年の行政長官選挙で「真の発言権」を持てるよう催促すると発言した[135]。
- イギリス - デーヴィッド・キャメロン首相は今回のデモに関して「深く憂慮し、（一国二制度に対して）深い義務を感じている」と述べた。さらに「この問題を解決出来るよう願っている」と述べた[136]。英外務省も情勢を懸念しているとし、抗議する権利は守られるべきだと指摘した。
- フランス - フランス外務省は今回のデモに関して「平和的に抗議する権利」に対する支持を表明した[137][138]。
- ドイツ - アンゲラ・メルケル首相はドイツ訪問中の李克強首相に対し、デモが平和裏に解決するよう要請した[139]。また、ヨアヒム・ガウク大統領はドイツ統一の日のイベントに際し、今回のデモと24年前のドイツ統一におけるデモの類似点を指摘し、デモ隊は「自由に対する憧れが大きかったので、抑圧者からの恐怖を克服出来た」と述べた[140]。
- 中国 - 中華人民共和国外交部の洪磊報道官は29日、北京での記者会見で「香港問題は純粋な内政だ。他国が占拠という違法活動を支持する行為には強く反対する」と警告した[141]。
- ロシア - ロシアの国営メディアは、香港の民主化デモを米国の陰謀と伝え始めた。30日になって各国営テレビは、香港のデモ参加者はキエフにいる者と同じく米国が画策した暴動の請負人だと報じている。第1チャンネルのアンカーは同日遅く、香港からの報道を取り上げ、米国が裏で民主化運動の糸を引いていることを示唆。「中国政府は、デモ主催者たちは米国務省と関係があると話している」と伝えた。ただ、中国政府はそのようには明確に述べていない[142]。
- 中華民国（台湾） - 馬英九総統は「（中国政府は）香港の人々の要求に耳を傾ける」必要があると述べた。10日の双十節における演説でも「台湾は香港の民主的な選挙制度が実現するよう願っている」と述べ、香港の学生らの訴えを支持する姿勢を強調した[143]。また、台北市の中正紀念堂前にて今回の学生達の講堂を支持する集会が行われ、六四天安門事件のリーダーであった王丹とウーアルカイシが登場した。王丹は「香港は前哨戦であり、いずれ台湾にも訪れる」、「今は中共は規模を拡大しており、香港だけでなく、台湾にも（今回の危機が）訪れる。香港を守ることはつまり我々の自由を守ることである」と述べた。ウーアルカイシは先の天安門事件の際に香港や台湾からの声援があった事に触れ、「我々は共通の理想を持っており、自由民主を支持し、自らの命運をコントロール出来ることを望む」と述べた[144]。また、民主進歩党の蔡英文主席も9月28日に今回のデモに対して支持を表明した[145]。
- マカオ - マカオでは10月1日の夜8時から10時まで友誼広場にて「澳門声援香港争普選集会」が開かれ、800人あまりが集まった[146]。
- シンガポール - シンガポールでは、10月1日に芳林公園にて今回の学生活動を支持する集会が開かれ、300人あまりが集まった[147]。また同国のリー・シェンロン首相は10月3日、シンガポール国立大学での講演にて今回のデモに触れ、「香港は国家でなく、一国二制度を順守し、諸外国は介入すべきではない」と述べた[148]。
- フィリピン - フィリピン外務省は香港在留のフィリピン人に対してデモに参加しないよう呼びかけた[149]。
- アメリカ合衆国 - ホワイトハウスのジョシュ・アーネスト（英語版）報道官は29日、「米国は香港当局には自制を、デモ隊には平和的手段で自らの見解を表明することを求める」と述べた[150]。また、アメリカ議会の中国特別委員会は、最新の年次報告書の中で、香港で続く民主的な選挙を求める抗議活動に触れ、中国政府のこれまでの対応に懸念を示すとともに、アメリカ政府に対し、中国側との会談でこの問題を取り上げるなどして、香港の民主選挙への支持を一段と強めるよう求めている。なお、バラク・オバマ大統領は今月、ワシントンを訪れた中国の王毅外相に対し、「アメリカは、直接選挙と香港住民の願いを一貫して支持する」と述べるとともに事態の平和的な解決を求めている[151]。
- 日本 - 岸田文雄外相は「従来通り一国二制度の下で自由で開かれた体制が維持され、我が国との密接な交流関係が保たれるよう期待する」と述べた[152]。また、早稲田大学大隈講堂にて約300名の香港人留学生達が今回の香港の学生たちの活動を支持する集会を行った[153]。なお、2014年新語・流行語大賞の候補50語に「雨傘革命」が選出された[154][155]。
- ベトナム – ベトナム外務省の広報官は「中国の内政問題である」と述べた[156]。
- バチカン市国 – 2014年10月、元カトリック香港教区司教陳日君は、ローマ教皇に対して、少年ダビデが巨人ゴリアテに立ち向かった聖書の話を引用しつつ、暴力に屈しない事を述べた[157][158]。

## 雨傘革命芸術
今回のデモを象徴する多くの声援歌や風刺画、彫刻がある。なお声援歌の中には六四天安門事件の際に作られた《為自由》も含まれている。